# Aura (Zeitschrift)
Aura war ein poetischer Almanach, der von 1817 bis 1818 in Åbo (finnisch Turku) als eine der ersten Zeitschriften Finnlands herausgegeben wurde und ein Sprachrohr der Åbo-Romantik war.

## Hintergrund
Aura – nach dem Fluss Aura, der bei Åbo mündet – ist der ursprüngliche Name von Finnlands nationaler Personifikation, die heute als „Jungfrau Finnland“ bekannt ist. Der Kalender wurde unter dem Einfluss der schwedischen Phosphoristen von Vertretern der in Finnland aufkommenden Åbo-Romantik herausgegeben, um das aufklärerische Denken, die Wahrheit, die Kunst sowie das finnische Nationalbewusstsein zu fördern.
Die zwei Hefte des Almanachs enthielten unter anderem Beiträge von Adolf Ivar Arwidsson, Axel Gabriel Sjöström und Johan Jacob Tengström. Verleger war Johan Christopher Frenckell, Publikationssprache Schwedisch.
Die meisten der in Aura vertretenen Autoren veröffentlichten später im Jahrbuch Mnemosyne (1819–1923).